# 稲葉市郎右衛門 (12代目)
12代 稲葉 市郎右衛門（稻葉 市郎右衞門、いなば いちろうえもん、1846年9月14日（弘化3年7月24日）- 1915年（大正4年）7月8日）は、丹後国熊野郡久美浜村（現・京都府京丹後市）出身の地主・銀行家・政治家。衆議院議員。幼名・正吉、元服後は新一郎。稲葉市郎右衛門英裕（いなば いちろうえもんひでひろ）とも呼ばれる。

## 経歴

### 幼少期
弘化3年7月24日（1846年9月14日）、丹後国熊野郡久美浜村（京都府熊野郡久美浜村、久美浜町を経て現京丹後市）に生まれた。父は地主である11代稲葉市郎右衛門太訓（餘庵）、母はりうであり、二男だった。稲葉家は糀屋を屋号とし、廻船業や金融業で富を成した豪商である。幼少期から出石藩の儒学者である島村弘輔と土岐新之丞に漢学を学んだ。

### 家督相続後
明治維新後の1869年（明治2年）には久美浜県勧産御用掛頭取となった。1871年（明治3年12月）に稲葉家の家督を相続し、12代市郎右衛門（英裕）と改名した。
さらに久美浜県小学校世話掛兼句読師心得、熊野郡第二区戸長を歴任。1872年（明治5年6月）豊岡県第九大区区長に公選。同県徴兵議員・地券掛・学区取締を兼務し、さらに同県第一大区（但馬国全域）副区長、同区長を歴任した。

### 政治家として

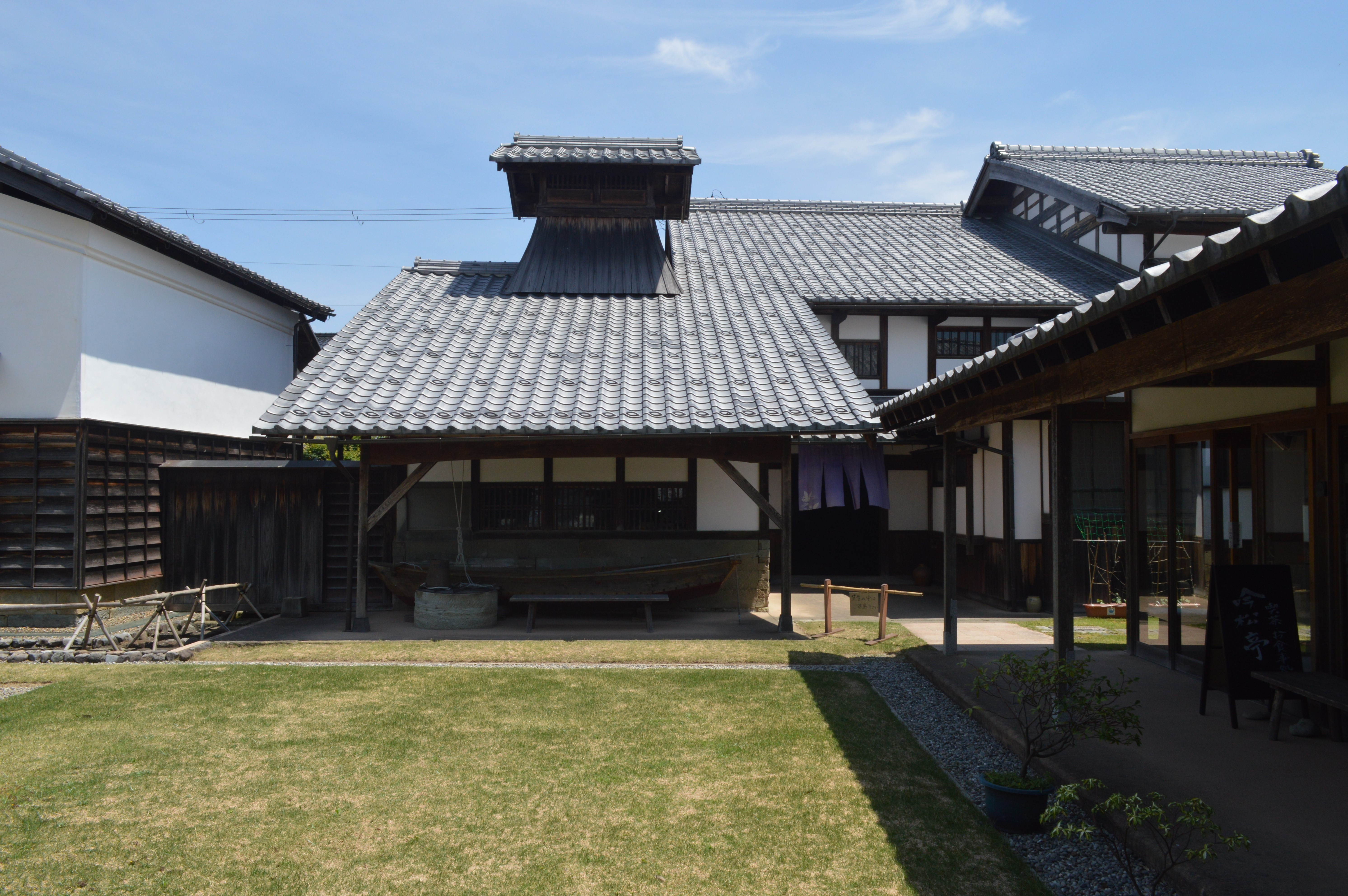
12代目が建てた稲葉本家

1879年（明治12年）3月、京都府会が開設されると京都府会議員に選出された。4期在任し、1886年（明治19年）10月に辞任。この間、第五組幹事、常置委員予備員などを務めた。1880年（明治13年）、熊野郡内の有志により同仁会を組織して国会開設請願運動に尽力するなど、奥丹後地方の自由民権運動を推進した。1881年（明治14年）には稲葉家が京都府最大の地主となった。
1886年（明治19年）10月、熊野郡長に就任。竹野郡と中郡の郡長も兼任し、京都府教育会熊野郡部会長も務めた。1890年（明治23年）には建築に5年をかけた稲葉家の主屋が竣工した（後の豪商 稲葉本家）。
郡長を辞職し、1894年（明治27年）9月、第4回衆議院議員総選挙（京都府第6区、大手倶楽部）で当選し、その後、進歩党に所属し衆議院議員に1期在任した。1899年（明治32年）9月、熊野郡会議員に選出され初代議長を務めた。

### 実業家として

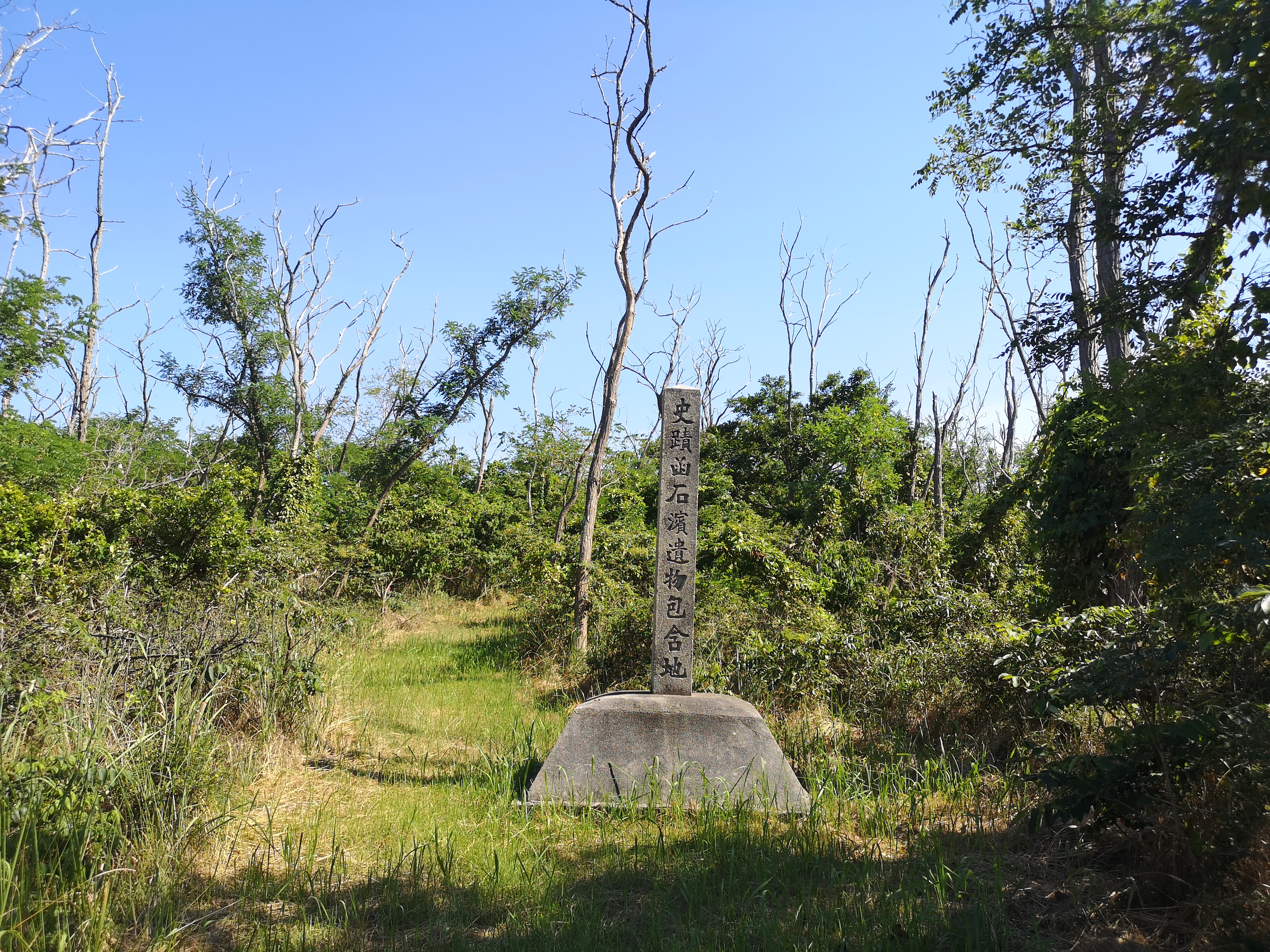
弟の稲葉宅蔵とともに発見した函石浜遺跡

1896年（明治29年）9月、久美浜銀行を設立して頭取に就任し、死去するまで在任した。また1898年（明治31年）9月、京都府農工銀行設立委員となり、1899年（明治32年）5月、京都府農工銀行が設立されると取締役に就任した。
漢詩・和歌・俳句などへの造詣が深く、「翠窓」という雅号を有していた。弟の稲葉宅蔵とともに史跡調査にも取り組み、函石浜遺跡の発見にも貢献した。1915年（大正4年）7月8日に死去した。死後には次男の稲葉市郎右衛門 (13代目)が稲葉家の家督を継いでいる。

## 親族
- 長男 稲葉市郎右衛門 (13代目)（京都府会議長）[8]
- 弟・稲葉宅蔵 ‐ 妻の兄に宮津藩士・沼津秀正[9]。